# Antiochus Kantemir

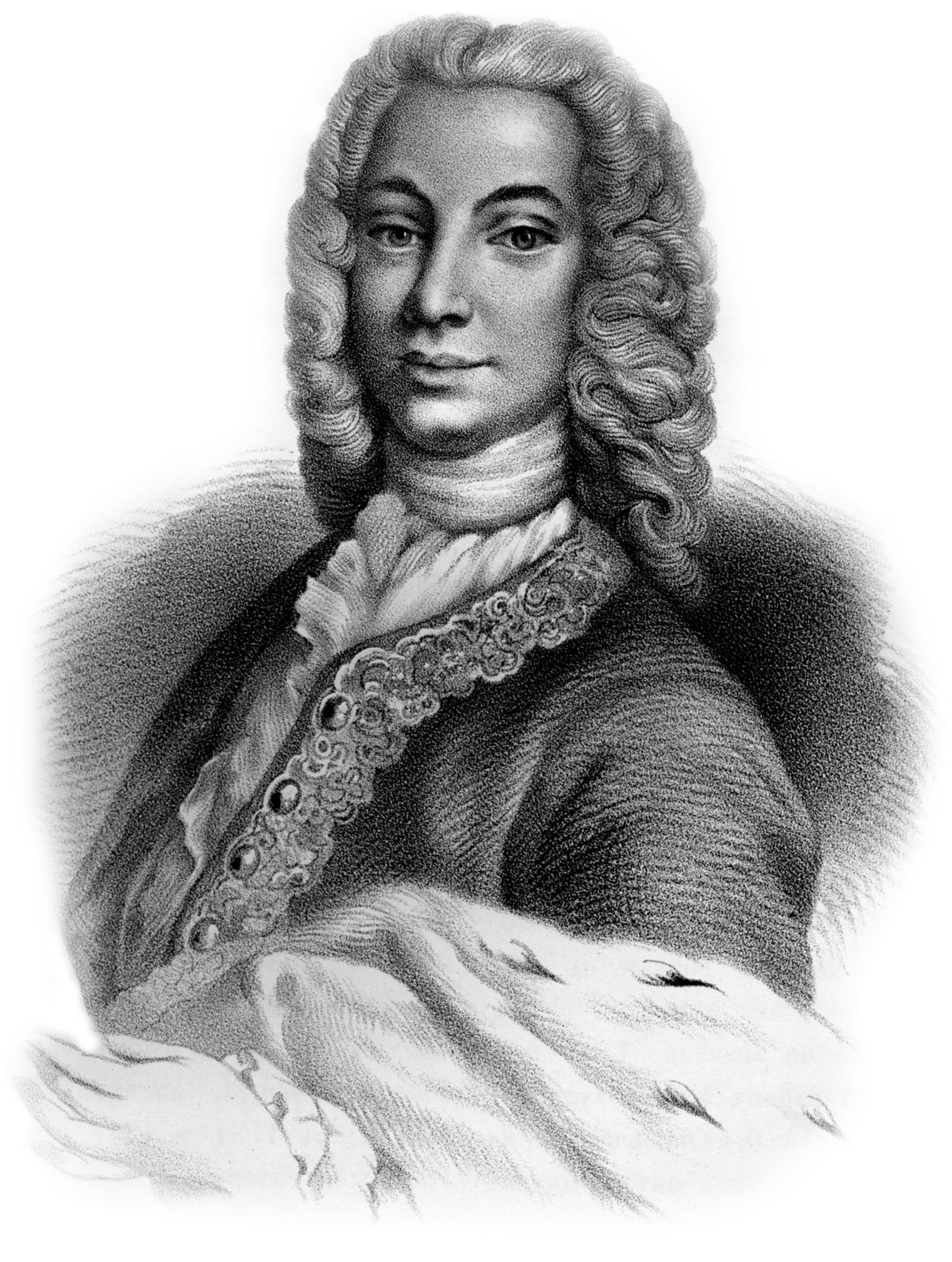
Antiochus Kantemir.

Antiochus Dmitriewitsj Kantemir (Russisch: Антиох Дмитриевич Кантемир) (Constantinopel, 8 september 1708 – Parijs, 31 maart 1744) was een Russische dichter, satiricus, diplomaat en een vroege propagandist van de Aufklärung in Rusland. Hij wordt beschouwd als een van de grondleggers van de klassieke Russische literatuur. Kantemir compileerde het eerste Russisch-Franse woordenboek voor het eerst gepubliceerd in 2004 in Moskou.
Kantemir was een aanhanger van de theorie van het natuurrecht, verkondigde de ideeën van de Verlichting, was geïnteresseerd in opvoeding en onderwijs en had scherpe kritiek op de kerk en de geestelijkheid. Over zijn stijl bestaat verdeeldheid, maar hij wordt beschouwd als een van de eerste echt geleerde schrijvers in Rusland.

## Biografie
Antiochus Kantemir was de zoon van een Moldavische gospodar, prins Dimitrie Kantemir, een ontwikkeld man met een talenknobbel uit het district Vaslui en christelijk vazal in dienst van het Ottomaanse rijk. Dimitri had zijn jeugd als gijzelaar in Constantinopel doorgebracht. Zijn Griekse moeder was afkomstig uit het oeroude geslacht Cantacuzino, met een stamboom die terug zou gaan tot aan de Byzantijnse keizers. Antiochus groeide op in Charkov, nadat Peter de Grote tijdens de Proetveldtocht Moldavië was binnengevallen. Zijn vader had zich volgens afspraak aangesloten bij de Russen, maar schijnt zich later te hebben teruggetrokken. In 1713 kwam de hele familie naar Moskou en verhuisde vervolgens naar de nieuwe hoofdstad aan de Neva. Kantemir kreeg een passende opleiding aan de academie van wetenschappen in Sint Petersburg. Ook Antiochus sprak verschillende talen, studeerde geschiedenis en was goed thuis in de natuur- en geesteswetenschappen. In 1722/3 vocht hij met zijn vader in een campagne in de Kaukasus, na de val van de Safawiden. Zijn vader stierf evenwel in Orjol; de gang van zaken is nogal onduidelijk. Volgens Karel van het Reve probeerde Antiochus het land uit te komen, maar kreeg geen toestemming.

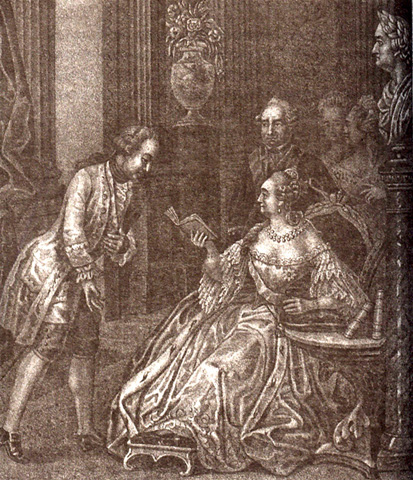
Elisabeth en Lomonosov

Zijn literaire activiteit begon in 1725 met vertalingen van klassieke liefdespoëzie, o.a van Anacreon. Hij vertaalde ook Horatius en Marcus Iunianus Iustinus maar vocht tevergeefs voor publicatie. In 1727 publiceerde hij een psalmenboek dat interessant schijnt te zijn voor de studie van het Kerkslavisch. In politieke satires à la Nicolas Boileau verdedigde hij de politieke hervormingen na de dood van Peter de Grote. Na veel onderlinge onenigheid van de Russische adel is de tsaar, die geen opvolger had benoemd, uiteindelijk opgevolgd door zijn nicht Anna I van Rusland. Vanaf 1732 was Kantemir de Russische resident in het Verenigd Koninkrijk en publiceerde in 1734 History of the Growth and Decay of the Ottoman Empire van de hand van zijn vader. Daar leerde hij ook Francesco Algarotti kennen, die aan een boek over de theorie van Newton bezig was, bestemd voor vrouwen. Tussen 1738/44 zat hij in Frankrijk. Anna Leopoldovna zou hem in 1740 benoemd hebben tot geheimraad. Tijdens zijn verblijf in Parijs bleef hij satirische werken, fabels en epigrammen schrijven; Kantemir vertaalde een werk uit 1713 van de aartsbisschop Fénelon, een auteur, die sterk gekant was tegen de oorlogspolitiek van Lodewijk XIV.
De werken van Kantemir, zijn contacten met en zijn vertalingen  van  Montesquieu, Voltaire en andere toonaangevende intellectuelen in zijn tijd, hebben in de jaren 1740 een verkoeling veroorzaakt in zijn verhouding met de tsaristische regering. In 1730 had hij Entretiens sur la pluralité des mondes (1686) een boek van Bernard le Bovier de Fontenelle vertaald dat doorgaat als een van de eerste roerselen van de Verlichting. Het boek over de theorie van Nicolaas Copernicus, Johannes Keppler en René Descartes, uitgelegd voor iedereen, in het bijzonder voor vrouwen, en waaraan hij eigen commentaar toevoegde, werd verboden door de Russisch-Orthodoxe kerk of door Elisabeth van Rusland vanwege haar achterdochtige kijk op de wereld. Desondanks werd hij om zijn autoriteit, zijn diplomatieke vaardigheden en bekwame actie tijdens de Oostenrijkse Successieoorlog getolereerd op de invloedrijke diplomatieke post.
Kantemir was bevriend met de dichter Vasili Tredjakovski, maar het is onduidelijk of hij de overgang van syllabische naar de metrische poëzie, ook gepropageerd door Michail Lomonosov, steunde. Zijn vrienden hebben na zijn dood zijn werk uitgegeven in het buitenland. Inmiddels maken zijn boeken een "comeback" in Rusland. Jurjev noemt hem de eerste ster van de Samizdat.